# Lytta stygica
Lytta stygica är en skalbaggsart som först beskrevs av Leconte 1851.  Lytta stygica ingår i släktet Lytta och familjen oljebaggar. Inga underarter finns listade i Catalogue of Life.